# ターナー・クラシック・ムービーズ
ターナー・クラシック・ムービーズ（Turner Classic Movies）は米ワーナー・ブラザース・ディスカバリー傘下のワーナー・ブラザース・ディスカバリー・グローバル・リニア・ネットワークスが運営する映画専門チャンネル。
アメリカ・イギリス&アイルランド、アジアで展開している。主にワーナーやメトロ・ゴールドウィン・メイヤー（MGM）、ユニバーサル、パラマウント、20世紀フォックス、ディズニー、コロンビアの作品などの懐かしい映画作品が放送されている。AMCとフォックス・ムービー・チャンネルとは異なりワイドスクリーンまたはフルスクリーンで放送されることがある。
2008年にはピーボディ賞を受賞した。

## TCMは忘れない
1998年12月、映画の間のCM休憩中に、俳優、プロデューサー、作曲家、ディレクター、作家、撮影監督などのうち最近亡くなった映画人へのオマージュ番組である「TCMは忘れない」の放送を始めた。
1998年
作曲家：ジョン・アディソン、ジーン・オートリー、ビニー・バーンズ、ロイド・ブリッジス、デーン・クラーク、ジーン・ページ、アートディレクター：ジョージ・デイビス、ジョン・デレク～特殊効果：リンウッド・G・ダン、アリスフェイ、ノーマン・フェル～編集：ジーン・ファウラー、ダグラス・フォーリー、パトリシア・ヘイズ、ヴァレリー・ホブソン、ジョセフィン・ハッチンソン～監督：アラン・J・パクラ、レオニード・キンズリー、黒澤明～撮影監督：チャールズ・ラング、フィル・リーズ、ジャン・マレ、E・G・マーシャル、ロディ・マクドウォール、ジャネット・ノーラン、ルシル・ノーマン、メイディー・ノーマン、ディック・オニール、モーリン・オサリヴァン～振付師：ジェローム・ロビンス、ジーン・レイモンド、ロイ・ロジャース、エスター・ロール、フランク・シナトラ、J・T・ウォルシュ、ヴィンセント・ウィンター、O・Z・ホワイトヘッド～撮影監督：フレディ・ヤング、ロバート・ヤング。
1999年
俳優：コーディ、ベティルー・ガーソン、ハンツ・ホール、スーザン・ストラスバーグ/映画評論家：ジーン・シスケル、リチャード・カイリー/監督：スタンリー・キューブリック、ギャルソン・カニン、アラン・カー、シルヴィア・シドニー/作曲家：アーネスト・ゴールド、エレン・コービー、チャールズ・ロジャース、ロリー・カルホーン、ディルク・ボガード、オリバー・リード、デフォレスト・ケリー、ボブ・ワトソン/脚本：マリオ・プーゾ、ノーマン・ウェクスラー、ルース・ローマン/監督：エドワード・ドミトリク、チャールズ・クライトン、ビクター・マチュア/編集者：ハロルド・F・クレス、ジョージ・C・スコット、イアン・バネン、メイベル・キング、マデリーン・カーン、デスモンド・リュウェリン。
2000年
俳優：ダグラス・フェアバンクス・ジュニア、ナンシー・コールマン、ローズ・ホバート、ミュリエル・エヴァンス、スティーヴ・リーヴス、グウェン・ヴァードン、フランシス・レデラー、ナンレスリー/監督：ドン・ヴァイス、ロジャー・ヴァディム、ジョーン・マーシュ、ビリー・バーティ/衣装デザイナー：ビル・トーマス、マックス・ショウォルター、ヴィットリオ・ガスマン、マリー・ウィンザー、クレイグ・スティーブンス、デビッド・トムリンソン、リチャード・ファーンズワース、監督：クロード・オータン・ララ、歌手：ジェームズ・カード、ビア・リチャーズ、ジュリー・ロンドン、マーセリン・デイ、ナンシー・マルシャン、ハロルド・・ニコラス、ニルス・ポッペ、監督：ジョセフ・H・ルイス、作曲家：ジョージ・ダニング、監督：ルイス・アレン、アン・ドラン、ジャン・ピーターズ、編集者：デビッド・ブレスレン、作家：カート・シオドマーク、脚本：リング・ラードナー・ジュニア、アレック・ギネス、ロレッタ・ヤング、ジェイソン・ロバーズ、ジョン・ギールグッド、ヘディ・ラマー、クレア・トレバー、ウォルター・マッソー。
2001年
アンソニー・クイン、ジャック・レモン、ジョージ・ハリスン、ジャック・マリン、シャーロット・コールマン、キャスリーン・フリーマン、コリーヌ・カルベ、ブリジット・ウィルソン、エレノア・サマー、ジェーン・グリア、デビッド・グラフ、脚本：ケン・ヒューズ、ラリー・タッカー、撮影監督：アンリ・アルカン、ディレクター：バッド・ベティカー、ハーバート・ロス、ウィルキー・クーパー、アニメーター：ウィリアム・ハンナ、ポール・ベリー、ナンシー・パーソンズ、トミー・ホリス、アリーヤ、エイリーン・ヘッカート、デイル・アーンハート、ローズマリー・クルーニー
2002年
ウィリアム・ウォーフィールド、監督：ジョージ・シドニー、シグネハッ、ブラッド・デクスター、プロデューサー：ルー・ワッサーマン、テッド・アシュリー、ローレンス・ティアニー、レオ・マッカーン、キム・ハンター、ジョン・アガー、ジェフ・コーリー、ドロレスグレー、プロデューサー：J. リー・トンプソン、エディ・ブラッケン、ケイティフラド、アニメーター：チャック・ジョーンズ、ハロルド・ラッセル、エイリーン・ヘッカート、ジャック・クルーシェン、バディ・レスター、アドルフ・グリーン、監督：アンドレ・ド・トス、プロデューサー：リチャード・シルバート、ミルトン・バール、監督：ビリー・ワイルダー、監督：ジョン・フランケンハイマー、ダドリー・ムーア、リチャード・ハリス、ロッド・スタイガー、ジェームズ・コバーン。
2003年
カレン・モーリー、ペニー・シングルトン、ドナルド・オコナー、デビッド・ヘミングス、アート・カーニー、脚本：デビッド・ニューマン、撮影監督：コンラッド・ホール、監督：ジョージ・ロイ・ヒル、監督：レニ・リーフェンシュタール、ケネス・トビー、ジョン・リッター、監督：ノーマン・パナマ、作曲家：マイケル・ケイメン、マーサ・スコット、ヒューム・クローニン、バディ・ハケット、ジョニー・キャッシュ、ホープ・ラング、リチャード・クレンナ、シェブ・ウーリー、ジャック・イーラム、グレゴリー・ハインズ、脚本：ジョージ・アクセルロッド、脚本：ピーター・ストーン、プロデューサー：フィリップ・ヨーダン、監督：エリア・カザン、ジーン・クレイン、ホルスト・ブッフホルツ、ウェンディ・ヒラー、ボブ・ホープ、脚本：ダニエル・タラダッシュ、バディ・イブセン、監督：ジョン・シュレシンジャー、ロバート・スタック、チャールズ・ブロンソン、グレゴリー・ペック、キャサリン・ヘプバーン。サウンドトラック：「私はあなたを覚えているだろう」サラ・マクラクラン
2004年
アイリーン・マニング、ハーゲン、カール・アンダーソン、キャリー・スノッドグレス、レイ・チャールズ、ポール・ウィンフィールド、アラン・キング、ヤン・スターリング、ロン・オニール、バーナード・パンズリー、イザベル・サンフォード、イングリッド・チューリン、ジョン・ドリュー・バリモア、ヴァージニア・グレイ、監督：ラス・メイヤー、プロデューサー：レイ・スターク、ピーター・ユスティノフ、アンナ・リー、ジョン・ランドルフ、フランシス・ディー、スポルディング・グレイ、ノーブル・ウィリンガム、ロドニー・デンジャーフィールド、作曲家：デイヴィッド・ラスキン、ジェリー・ゴールドスミス&エルマー・バーンスタイン、ハワード・キール、アン・ミラー、フェイ・レイ、トニー・ランドール、クリストファー・リーブ、ロナルド・レーガン、ジャネット・リーとマーロン・ブランド。サウンドトラック：「グッドナイト・ハリウッド大通り」ライアン・アダムス
2005年
サンドラ・ディー、バージニア・メイヨー、ジョン・バーノン、撮影監督：トニーノ・デリ・コリ、シモーヌ・シモン、エディ・アルバート、マーク・ローレンス、劇作家：アーサー・ミラー、ルース・ハッセー、オジー・デイヴィス、脚本：ギャビン・ランバート、キース・アンデス、ジェラルディン・フィッツジェラルド、脚本：エヴァン・ハンター、監督：ガイ・グリーン、ハロルド・J・ストーン、パット・モリタ、プロデューサー：イスマイル・マーチャント、サー・ジョン・ミルズ、リチャード・プライヤー、ケイ・ウォルシュ、テレサ・ライト、スザンヌ・フロン、アートディレクター：ジョン・ボックス、ジョスリン・ブランド、脚本：アーネスト・リーマン、作曲家：リンダ・マルティネス、ディレクター：モリス・エンゲル、バーバラ・ベルゲデス、監督：ロバート・ワイズ、ジューン・ヘイバー、ブロック・ピーターズ、エドワード・バンカー、ルース・ウォリック、レイン・スミス、スタンリー・デサンティス、ジーン・パーカー、シェリー・ノース、アン・バンクロフト。サウンドトラック：「肉と血」ジョー・ヘンリー
2006年
マリアン・マーシュ、エリザベス・アレン、ジャック・ウォーデン、アンソニー・フランシオサ、タマラ・ドブソン、撮影監督：スヴェン・ニクヴィスト、アリダ・ヴァリ、ミッキー・スピレイン、監督：ゴードン・パークス、監督：ジッロ・ポンテコルボ、ロバート・ドナー、ダレンギャヴィン、マコ岩松、ロバート・コーンスウェイト、リチャード・ブライト、プロデューサー：ジョセフ・ステファノ、バーナード・ヒューズ、エイドリアン・シェリー、クリス・ペン、ヴィンセント・スキャヴェリ、アーサー・ヒル、アートディレクター：ヘンリー・バムステッド、ジェーン・ワイアット、ジャック・ワイルド、ポール・グリーソン、作曲家：マルコム・アーノルド、ソングライター：ベティ・カムデン、ディレクター：ヴィンセント・シャーマン、フェイアード・ニコラス、モイラ・シアラー、ケン・リッチモンド、作家：ピーター・ベンチリー、ロバート・アール・ジョーンズ、デニス・ウィーバー、監督：リチャード・フライシャー、ドン・ノッツ、ジャック・パランス、ピーター・ボイル、モーリン・ステイプルトン、ブルーノ・カービー、監督：ロバート・アルトマン、ジューン・アリソン、グレン・フォードそしてシェリー・ウィンタース。サウンドトラック：「押して」ロビネラ
2007年
ソルヴェーグ・ドマルタン、ウルリッヒ・ミューエ、（プロデューサー）カルロ・ポンティ、チャールズ・レーン、三好梅木、マラ・パワーズ、作家：ピーターヴィアテル、作家：ノーマン・メイラー、バーバラ・マクネア、（プロデューサー）シドニー・シェルダン、ロン・キャリー、撮影監督：ラース・ローコバチ、監督：デルバート・マン、作家：A・I・ベゼリデス、バドエキンズ、デボラ・カー、カルバン・ロックハート、ベティ・ハットン、マルセル・マルソー、映画評論家：ジョエル・シーゲル、イヴォンヌ・デ・カルロ、ボビー・マウフ、ロイス・マクスウェル、バリー・ネルソン、（メイクアップ・アーティスト）ウィリアム・J・タトル、アリス・ゴーストリー、ジャック・ウィリアムズ、ゴードン・スコット、ラレイン・サン、ロスコー・リー・ブラウン、ミシェル・セロー、作家：バーナード・ゴードン、リチャード・ジェニ、キティ・カーライル、（ディレクター）ボブ・クラーク、監督：リチャード・フランクリン、撮影監督：フレディ・フランシス、カーウィン・マシューズ、フランキーレイン、ロバート・グレ、ジャック・ヴァレンティ、監督：ミケランジェロ・アントニオーニ、ジェーン・ワイマン、監督：イングマール・ベルイマン。サウンドトラック：「約束」バッドリー・ドローン・ボーイ
2008年
リチャード・ウィドマーク、イーディ・アダムス、ギヨーム・ドパルデュー、ロバート・ドクィ、チャールトン・ヘストン、シド・チャリシー、ジョージ・カーリン、ポール・スコフィールド、ディック・マーティン、シドニー・ポラック、特殊効果・アーティスト：スタン・ウィンストン、エヴァ・ダールベック、マイケル・キッド、ムーン・トラヴィス、（プロデューサー）チャールズ・H・ジョフィ、緒形拳、脚本：アーヴィング・ブレヒャー、ロイ・シャイダー、ブラッド・レンフロ、ポール・ベネディクト、脚本：ジョン・マイケル・ヘイズ、ジョン・フィリップロー、マイケル・ペイト、ロバータ・コリンズ、ヴァン・ジョンソン、アイザック・ヘイズ、監督：ジョセフ・ペブニー、脚本：アーサー・C・クラーク、フレッド・クレーン、アニメーター：ケン・ジョンストン、監督：マイケル・クライトン、イヴリン・キース、メル・フェラー、ジェリー・リード、ヒース・レジャー、ロバート・J・アンダーソン、スザンヌプレシェット、監督：アンソニー・ミンゲラ、ベン・チャップマン、メイラ・ヌルミ、ヘイゼル・コート、ペリー・ロペス、デルマー・ワトソン、ロバート・アーサー、監督：市川崑、ジョイ・ページ、バーニー・マック、フォレストJ・アッカーマン、ニーナ・フォッシュ、監督：ディノ・リージ、ドディ・グッドマン、監督：ジュール・ダッシン、脚本：アビー・マン、ハーヴェイ・コーマン、ロイス・ネトルトン、エステル・ライナー、ジュリー・エーゲ、作曲家：レナード・ローゼンマン、ドン・ラフォンテーヌ、脚本：マルヴィン・ワルド、監督：ジャン・ドラノア、アニタ・ページやポール・ニューマン。サウンドトラック：「神のみぞ知るセカイ」ジョー・ヘンリー
2009年
エドモンド・パードム、ナターシャ・リチャードソン、ジョディ・マックリー、リカルド・モンタルバン、アル・マルティーノ、監督：ロバート・マリガン、ハワード・ジーフ、パメラ・ブレイク、ファラ・フォーセット、（プロデューサー）ラリー・ゲルバート、チャールズ・H・ジョフィ、エドワード・ウッドワード、ジェニファー・ジョーンズ、サム・ボトムス、パトリック・スウェイジ、オルガ・サンファン、ポール・バーク、脚本：ホートン・フート、シドニー・チャップリン、スザンナ・フォスター、監督：ケン・アナキン、撮影監督：ジャック・カーディフ、ビバリー・ロバーツ、キャサリン・バイロン、ドロシー・クーナン、（プロデューサー）ダニエル・メルニック、ジェーン・ブライアン、ロン・シルバー、デビッド・キャラダイン、リチャード・トッド、ゲイル・ストーム、パット・ヒングル、アーサ・キット、ルー・ジャコビ、ビー・アーサー、作曲家：モーリス・ジャール、ドム・デルイーズ、ヘンリー・ギブソン、脚本：バッド・シュールバーグ、クロード・ベリ、作家：ドミニクダン、ベッツィ・ブレア、ジェームズ・ウィットモア、ジョセフ・ワイズマン、パトリック・マクグーハン、監督：ジョン・ヒューズ&カール・マルデン。サウンドトラック：「ライブに飛ぶことです」スティーブ・アール
2010年
監督：アーサー・ペン、編集者：デデ・アレン、ジーン・シモンズ、監督：ロイ・ウォード・ベイカー、リンレッドグレーブ、（プロデューサー）デヴィッド・ブラウン、編集者：サリー・メンケ、ハロルド・グールド、監督：ディノ・デラウレンティス、デニス・ホッパー、ジル・クレイバーグ、ロバート・カルプ、ジェームス・ミッチェル、ジェームズ・マッカーサー、ジョニー・シェフィールド、コリー・ハイム、監督：クライブ・ドナー、ケビン・マッカーシー、キャミー・キング、エディ・フィッシャー、監督：エリック・ロメール、ジョン・フォーサイス、（プロデューサー）アーヴィング・ラヴェッチ、（アート・ディレクター）ロバート・F・ボイル、ロバート・エレンスタイン、（プロデューサー）トム・マンキーウィッツ、編集者：スーゾ・チェッキ・ダミーコ、フェス・パーカー、マリー・オズボーン、レナ・ホーン、ライオネル・ジェフリーズ、キャスリン・グレイソン、トニー・カーティス、ドリス・イートン・トラヴィス、作家：ジョセフ・スタイン、監督：ロナルド・ニーム、クロード・シャブロル、グロリア・スチュアート、ジューン・ハヴォック、グレン・シャディックス、ピーター・グレイブス、バーバラ・ビリングスリー、レスリー・ニールセン、監督：ブレイク・エドワーズ、ゼルダ・ルビンスタイン、撮影監督：ウィリアム・A・フレイカー、（プロデューサー）デヴィッド・L・ウォルパー、マインハルト・ラーベ、監督：アービン・カーシュナー&パトリシア・ニール。サウンドトラック：「ヘッドライト」ソフィー・ハンガー
2011年
ファーリー・グレンジャー、ダイアン・レント、ミリアム・シーガー、アンナ・マッセイ、シビル・ジェイソン、脚本：ジミー・サングスター、ジェームズ・アーネス、アニー・ジラルド、スザンナ・ニューヨーク、ウィリアム・キャンベル、リンダ・クリスチャン、ジェーン・ラッセル、マイケル・サラザン、エディス・フェロー、ピーター・フォーク、ピート・ポスルスウェイト、レン・レッサー、脚本：ケヴィン・ジャール、ジョン・ハワード・デイヴィス、ポール・ピサーニ、ベティ・ギャレット、（プロデューサー）ギル・ケイツ、マリリン・ナッシュ、（エージェント）スー・メンガーズ、（ライター/デザイナー）ポリー・プラット、高峰秀子、ジェフ・コナウェイ、エドワード・ハードウィック、トゥーラ・サタナ、ネバ・パターソン、撮影監督：グンナー・フィッシャー、メアリー・マーフィー、ダナ・ウィンター、エレイン・スチュワート、レナ・ナイマン、ロバーツ・ブロッサム、ジャッキー・クーパー、ハリー・モーガン、グーギー・ウィザース、バーバラ・ケント、クリフ・ロバートソン、マーガレット・フィールド、アン・フランシス、イヴェット・ヴィッカーズ、ポーレット・デュボスト、チャールズ・ネイピア、マリア・シュナイダー、ノーマ・エベラール、ジョン・ウッド、監督：シドニー・ルメット、作曲家：ジョン・バリー、ジョン・ネヴィル、ビル・マッキニー、ケネス・マーキュリー、監督：ケン・ラッセル、監督：ピーター・イエーツ、G・D・スプラドリン、レスリー・ブルックス、ポール・マッシー、デビッド・ネルソン、ジル・ハワース、（プロデューサー）ジョン・カリー、脚本：アーサー・ローレンツ、マイケル・ゴフとエリザベス・テイラー。サウンドトラック：「あなたが行く前に」OKラヴァー
2012年
アンディ・グリフィス、R・G・アームストロング、アレックス・カラス、監督：テオドロス・アンゲロプロス、ピーター・ブレック、恵子対馬、撮影監督：クリストファー・チャリス、監督：トニー・スコット、アンディー・ウィリアムス、監督：メル・スチュアート、ルーペ・オンティヴェロス、作詞家：ハル・デヴィッド、フィリス・ディラー、フィリス・サクスター、視覚効果・プロデューサー：アイリーン・モラン、アルバート・フリーマン・ジュニア、ジェームズ・ファレンティノ、作家：レイ・ブラッドベリ、脚本：フランク・ピアソン、評論家：アンドリュー・サリス、ラッセル・ミーンズ、脚本：トニー・ノゲラ、いすゞ山田、ニコル・ウィリアムソン、アン・ラザフォード、アーランド・ソン、ベン・ギャザラ、スーザン・ティレル、ホイットニー・ヒューストン、ウィリアム・ウィンダム、（プロダクション・デザイナー）J. マイケル・リーヴァ、デニスDarcel、脚本：フレデリカ・サゴール・マース、ターハン・ベイ、（ソングライター）ロバート・シャーマン、（デザイン・ディレクター）スティーブン・フランクフルト、（イラストレーター）ラルフ・マックァリー、トニー・マーティン、デイビー・ジョーンズ、レヴォン・ヘルム、作曲家：マーヴィン・ハムリッシュ、ジョナサン・フリード、セレステ・ホルム、撮影監督：ブルース・サーティース、監督：ウィリアム・アッシャー、ラリー・ハグマン、作家：ゴア・ヴィダル、ハーバート・ロム、剣術指南：ボブ・アンダーソン、特殊効果・アーティスト：カルロラン・バルディ、脚本：ノーラ・エフロン、マイケル・クラーク・ダンカン、監督：クリス・マルケル、（プロデューサー）リチャード・D・ザナック&アーネスト・ボーグナイン。サウンドトラック：「待って」M83
2013年
パティ・アンドリュース、ジョン・カー、ロゼラ・フォーク、ベルナデット・ラフォン、バレンティン・デ・バルガス、サラ・モンティエル、エリオット・リード、ジャン・ステイプルトン、監督：ブライアン・フォーブス、作家：リチャード・マシスン、アイリーン・ブレナン、アネット・ファニセロ、ハリー・キャリー、ジュニア、監督：テッド・ポスト、ダイアン・クレア、デール・ロバートソン、ディアナ・ダービン、ジャック・クラグマン、チャールズ・ダーニング、作家：エルモア・レナード、デニス・ファリーナ、ジェームズ・ガンドルフィーニ、脚本：ルチアーノ・ヴィンチェンツォーニ、編集：ニーノ・バラーリ、ミッキー・ノックス、スティーブ・フォレスト、ジャン・ケント、映画評論家：ロジャー・エバート、脚本：ルース・プロウアー、ジャーブ・ヴァーラー、ジュリー・ハリス、脚本：フェイ・カニン、映画評論家：スタンリーカウフマン、バージニア・ギブソン、マット・マトックス、オードリー、グラハム・スターク、ジェイ・ロビンソン、ハリー・ルイス、オットー・サンダー、マーガレット・ペジェグリーニ、（プロデューサー）ライルス、ジョン・フィンチ、撮影監督：ギルバート・テイラー、（メイクアップアーティスト）スチュアート・フリーダム、監督：マイケル・D・ムーア、視覚効果：レイ・ハリーハウゼン、監督：リチャード・サラフィアン、（スタント・コーディネーター）ハル・ニーダム、トム・ラフリン、ジョナサン・ウィンターズ、クリフ・オズモンド、リチャード・グリフィス、（設定デコレータ）ステファニー・マクミラン、作家：トム・クランシー、マイケル・アンサラ、監督：大島渚、三国連太郎、ジム・ケリー、ハジ、エレノア・パーカー、ロバート・ニコルズ、エド・ローター、監督：マイケル・ウィナー、カレン・ブラック、ナイジェル・ダベンポート、キム・ハミルトン、ジョーン・フォンテイン、エスター・ウィリアムズとピーター・オトゥール。サウンドトラック：「残り火では最後に眠る」